# Књига пророка Исаије
Књига пророка Исаије је 23. књига Светог писма Старог завета и 12. књига Танаха.
Књига говори о животу пророка Исаије који је живео између 733.-701. п. н. е. Е
Састоји се од појединих казивања пророка Исаије које нису груписане строго хронолошки, и на систематичан начин. Први део књиге (поглавља 1-39) има карактер откривања, док друга (поглавље 40-66) теши народ Израиља због долазећег вавилонског ропства које га очекује.

## Предсказања
Као што је изнад наведено, 53. поглавље описује долазак Спаситеља и патњу коју ће претрпети да би платио за наше грехе. Као врховни владар, Бог је одредио сваки детаљ распећа да би се испунило свако предсказање овог поглавља, и друга пророчанства о Спаситељу у Старом Завету. Приказ 53. поглаља је темељан и пророчки, а садржи потпун опис Јеванђеља. 
Исус је био невољен и одбачен (стих 3; Лука 13:34; Јован 1:10-11), од Бога остављен (ст.4; Матеј 27:46), и прободен због наших недела (ст. 5; Јован 19:34; 1. Петрова 2:24). Он је својим страдањем платио казну коју смо ми заслужили и постао права и последња жртва (ст. 5; Јеврејима 10:10). Бог је на Њега безгрешног положио наш грех, да би ми постали Божија праведност (2. Коринћанима 5:21).

## Практична примена
Књига пророка Исаије нам неоспорним детаљима представља нашег Спаситеља. Он је једини пут до неба, једини начин за добијање милости Божије, једини Пут, једина Истина, и једини Живот (Јован 14:6; Дела 4:12). Како можемо занемарити или одбити “толико спасење” када знамо цену коју је Христ платио због нас (Јеврејима 2:3)? На земљи имамо само неколико кратких година, пре него што дођемо код Христа и примимо спасење које једино Он нуди. Не постоји друга шанса после смрти, а дуга је вечност у паклу.
Да ли знате људе који тврде да су верници а дволични су, лицемери? Можда је то најпогоднији сажетак Исаијиног виђења Израелског народа. Израел је изгледао праведно али је то била само спољашњост. Пророк Исаија у овој књизи позива Израелце да се целим својим срцем покоре Богу, а не само површно. Исаијина жеља је била да се они који чују и прочитају његове речи окрену од греха ка Богу у потрази за праштањем и исцелењем.

## Кључни стихови
Исаија 6:8: “Потом чух глас Господњи где рече: Кога ћу послати? И ко ће нам ићи? А ја рекох: Ево мене, пошаљи мене.”
Исаија 7:14: “Зато ће вам сам Господ дати знак; ето девојка ће затруднети и родиће Сина, и наденуће Му име Емануило.”
Исаија 9:6: “Јер нам се роди Дете, Син нам се даде, коме је власт на рамену, и име ће Му бити: Дивни, Саветник, Бог силни, Отац вечни, Кнез мирни.”
Исаија 14:12-13: “Како паде с неба, звездо данице, кћери зорина? Како се обори на земљу који си газио народе? А говорио си у срцу свом: Изаћи ћу на небо, више звезда Божјих подигнућу престо свој, и сешћу на гори зборној на страни северној;”
Исаија 53:5-6: “Али Он би рањен за наше преступе, избијен за наша безакоња; кар беше на Њему нашег мира ради, и раном Његовом ми се исцелисмо. Сви ми као овце зађосмо, сваки нас се окрену својим путем, и Господ пусти на Њ безакоње свих нас.”

Исаија 65:25: “Вук и јагње заједно ће пасти, и лав ће јести сламу као во; а змији ће бити храна прах; неће удити ни потирати на свој светој гори мојој, вели Господ.”